# كريستوفر ويليام لونغ
كريستوفر ويليام لونغ (بالإنجليزية: Christopher William Long)‏ هو دبلوماسي بريطاني، ولد في 9 أبريل 1938.